# Руђинозина (Гросето)
Руђинозина је насеље у Италији у округу Гросето, региону Тоскана.
Према процени из 2011. у насељу је живело 43 становника. Насеље се налази на надморској висини од 5 м.